# Liste der Bodendenkmäler in Neusitz
Auf dieser Seite sind die Bodendenkmäler in der mittelfränkischen Gemeinde Neusitz zusammengestellt. Diese Tabelle ist eine Teilliste der Liste der Bodendenkmäler in Bayern. Grundlage ist die Bayerische Denkmalliste, die auf Basis des Bayerischen Denkmalschutzgesetzes vom 1. Oktober 1973 erstmals erstellt wurde und seither durch das Bayerische Landesamt für Denkmalpflege geführt wird. Die folgenden Angaben ersetzen nicht die rechtsverbindliche Auskunft der Denkmalschutzbehörde.

## Bodendenkmäler der Gemeinde Neusitz

### Bodendenkmäler in der Gemarkung Hartershofen
| Lage                    | Objekt                                        | Akten-Nr.     | Bild |
| ----------------------- | --------------------------------------------- | ------------- | ---- |
| Hartershofen (Standort) | Siedlung des Neolithikums und der Latènezeit. | D-5-6527-0232 |      |

### Bodendenkmäler in der Gemarkung Kirnberg
| Lage                | Objekt                                                         | Akten-Nr.     | Bild |
| ------------------- | -------------------------------------------------------------- | ------------- | ---- |
| Kirnberg (Standort) | Freilandstation des Mesolithikums und Siedlung der Latènezeit. | D-5-6627-0161 |      |

### Bodendenkmäler in der Gemarkung Neusitz
| Lage                                                               | Objekt | Akten-Nr.     | Bild                                |
| ------------------------------------------------------------------ | --- | ------------- | ----------------------------------- |
| Neusitz auf dem Bergsporn „Schlossberg“, (Standort)                | Abschnittsbefestigung des frühen Mittelalters.                                                                                         | D-5-6627-0057 | Abschnittsbefestigung D-5-6627-0057 |
| Neusitz nö der Kirche v.Neusitz vor der Horabacher Str. (Standort) | Mittelalterlicher Turmhügel. | D-5-6627-0058 |                                     |
| Neusitz nw Ortsrand von Erlbach am Erlbacher Bach (Standort)       | Mittelalterlicher Turmhügel. | D-5-6627-0059 |                                     |
| Neusitz (Standort)                                                 | Siedlung des Neolithikums und der Urnenfelderzeit.                                                                                     | D-5-6627-0060 |                                     |
| Neusitz (Standort)                                                 | Freilandstation des Mesolithikums. | D-5-6627-0061 |                                     |
| Neusitz (Standort)                                                 | Freilandstation des Mesolithikums und Siedlung des Neolithikums.                                                                       | D-5-6627-0062 |                                     |
| Neusitz (Standort)                                                 | Siedlung des Neolithikums. | D-5-6627-0063 |                                     |
| Neusitz (Standort)                                                 | Freilandstation des Mesolithikums. | D-5-6627-0064 |                                     |
| Neusitz (Standort)                                                 | Freilandstation des Mesolithikums. | D-5-6627-0065 |                                     |
| Neusitz (Standort)                                                 | Siedlung der Bronzezeit. | D-5-6627-0069 |                                     |
| Neusitz (Standort)                                                 | Siedlung vorgeschichtlicher Zeitstellung, Wüstung des Mittelalters.                                                                    | D-5-6627-0070 |                                     |
| Neusitz (Standort)                                                 | Siedlung der Hallstattzeit. | D-5-6627-0073 |                                     |
| Neusitz (Standort)                                                 | Mittelalterliche Vorgängerbauten der Evangelisch-Lutherischen Pfarrkirche Hl. Kreuz, Friedhof des Mittelalters und der frühen Neuzeit. | D-5-6627-0284 |                                     |
| Neusitz (Standort)                                                 | Untertägige Teile des spätmittelalterlichen Luginsland.                                                                                | D-5-6627-0315 |                                     |

### Bodendenkmäler in der Gemarkung Schweinsdorf
| Lage                    | Objekt | Akten-Nr.     | Bild |
| ----------------------- | --- | ------------- | ---- |
| Schweinsdorf (Standort) | Siedlung des Neolithikums und der Urnenfelderzeit. | D-5-6527-0236 |      |
| Schweinsdorf (Standort) | Siedlung des Neolithikums und der Urnenfelderzeit. | D-5-6527-0237 |      |
| Schweinsdorf (Standort) | Siedlung der Hallstattzeit. | D-5-6527-0239 |      |
| Schweinsdorf (Standort) | Siedlung des Neolithikums. | D-5-6527-0240 |      |
| Schweinsdorf (Standort) | Siedlung der Hallstattzeit. | D-5-6627-0079 |      |
| Schweinsdorf (Standort) | Siedlung vorgeschichtlicher Zeitstellung. | D-5-6627-0081 |      |
| Schweinsdorf (Standort) | Mittelalterliche und frühneuzeitliche Befunde im Bereich der Evangelisch-Lutherischen Pfarrkirche St. Ottilia, Friedhof des Mittelalters und der frühen Neuzeit. | D-5-6627-0287 |      |

### Bodendenkmäler in der Gemarkung
| Lage       | Objekt | Akten-Nr.     | Bild |
| ---------- | ------ | ------------- | ---- |
| (Standort) |        | D-5-6627-0068 |      |
| (Standort) |        | D-5-6627-0071 |      |